# MASt-gebied
Het MASt-gebied is een deelgebied van Nationaal Park De Loonse en Drunense Duinen in de Nederlandse provincie Noord-Brabant.
MASt was het grootste munitiedepot van de nazi's in Europa, verstopt in het bosrijke gebied. Het depot bestond uit kantoorgebouwen, bunkers, magazijnen, ingegraven parkeerplaatsen en een zwembad.
Anno 2024 zijn er nog 5 locaties zichtbaar van de M.A.S.T., "Munitions Ausgabe Stelle", waaronder mitrailleursnesten, bomkraters, de parkeerhaven, loopgraven en latrines. Op 5 september 1944 werd het depot door de Duitsers opgeblazen.
In 2023 werd bij de werkzaamheden vlak bij de Horst in Kaatsheuvel een kantine van de MASt blootgelegd, in de volksmond ook wel het 'moffencafé' genoemd.